# Зимино (Ребріхинський район)
Зи́мино (рос. Зимино) — село у складі Ребріхинського району Алтайського краю, Росія. Адміністративний центр Зиминської сільської ради.

## Населення
Населення — 1014 осіб (2010; 1076 у 2002).
Національний склад (станом на 2002 рік):
- росіяни — 90 %